# Babia
Pour l’article homonyme, voir Babia (Pologne).
Babia est une comarque de la province de León, en Espagne.
En 2004, Babia est déclarée réserve de biosphère par l'Unesco.

## Communes
Cette comarque contient deux communes:
- Cabrillanes
- San Emiliano